# João Frederico de Württemberg
João Frederico de Württemberg (5 de maio de 1582 - 18 de julho de 1628) foi o sétimo duque de Württemberg entre 4 de fevereiro de 1608 e a sua morte a caminho de Heidenheim.

## Biografia
O duque João Frederico de Württemberg era o filho mais velho do duque Frederico I e da sua esposa, a princesa Sibila de Anhalt. Nasceu no Castelo de Mömpelgard que abandonou aos quatro anos de idade para se mudar para a sua nova residência em Estugarda.
João Frederico casou-se com a marquesa Bárbara Sofia de Brandemburgo, filha de Joaquim III Frederico, Eleitor de Brandemburgo. Para celebrar o seu casamento a 5 de Novembro de 1609, mandou renovar o Castelo de Urach, transformando a Sala Dourada num dos melhores exemplos ainda existentes de salas de banquete renascentistas na Alemanha.
João Frederico era um governante de boas intenções que gostava de manter a paz, mas mostrava também grandes fraquezas pessoais e estava muitas vezes pouco preparado para lidar com os desafios da sua época. Apesar disso, restituiu a constituição (que tinha sido abolida pelo seu pai, o duque Frederico I, com a condição de que seriam introduzidas mudanças que nunca aconteceram). Também voltou a restituir o poder dos conselhos do duque Luís, que também tinham sido abolidos por Frederico I. A sua acção mais importante foi a condenação do poderoso chanceler Matthäus Enzlin à prisão numa fortaleza para o resto da vida por desfalque e extorsão, sujeitando-o depois a um julgamento vergonhoso, acusando-o de alta traição pela qual acabaria por ser executado no mercado de Urach em 1613. No entanto, conseguiu poucas melhoras no estado da casa ducal. Na verdade, o ducado ainda ficou mais endividado, o que levou a discussões furiosas dentro da família e até entre os criados e, eventualmente, levou a problemas com a casa da moeda.

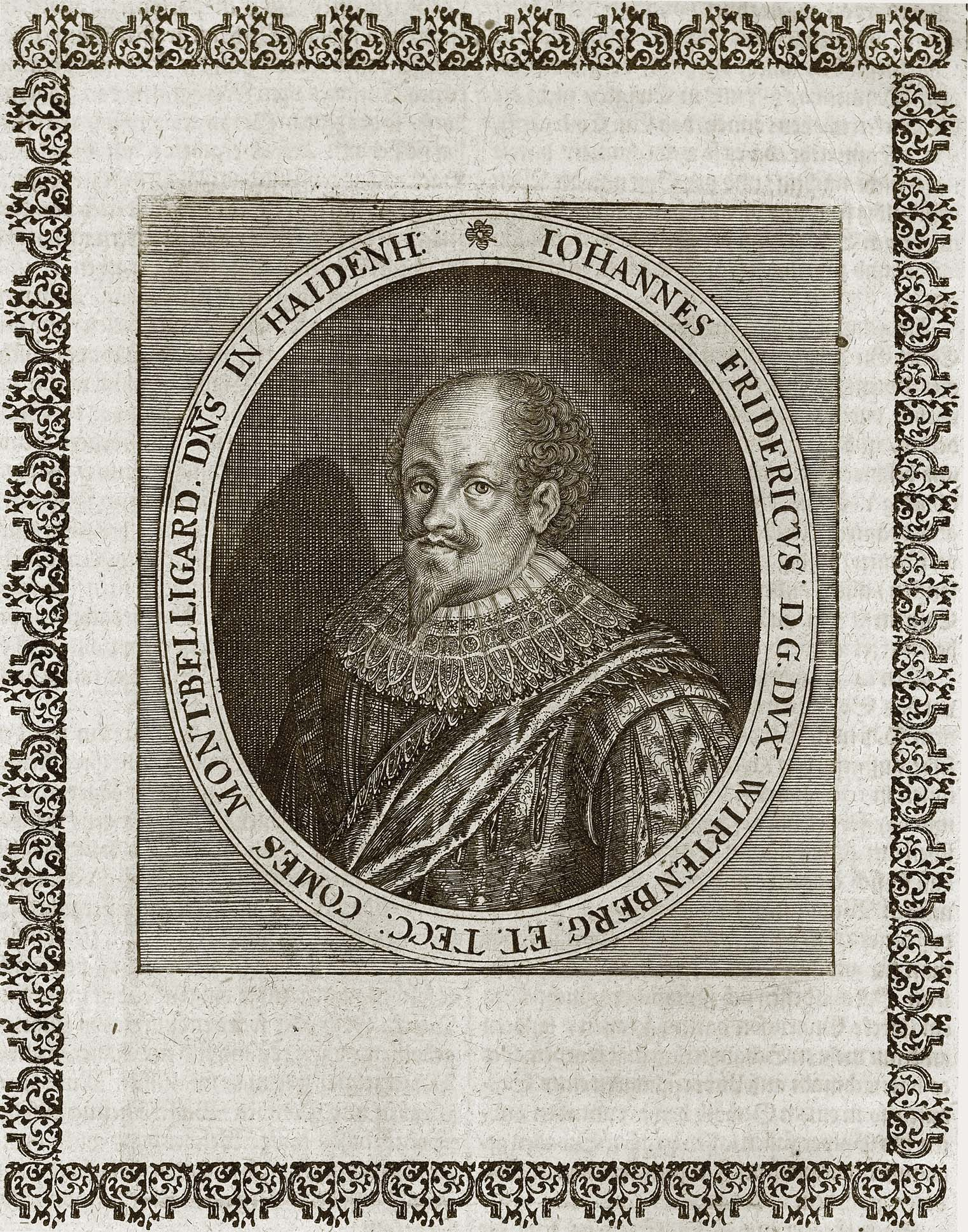
João Frederico

João Frederico continuou as longas negociações iniciadas pelo seu pai com outros príncipes evangélicos que resultaram em conversações em Auhausen, perto de Nördlingen em Maio de 1608 e à posterior assinatura da União de Auhausen. Em 1621, João Frederico mudou-se com um exército unionista para a região do Palatinado, apesar de essa mesma aliança se ter desfeito nesse mesmo ano, não tendo sobrado quase nada para demonstrar os seus esforços.
O duque João Frederico continuou a jurar fidelidade à união. Na batalha de Wimpfen (26 de Abril de 1622), o marquês Jorge Frederico de Baden-Durlach foi derrotado pelo marechal Tilly e o irmão mais novo do duque morreu na batalha. Apesar do acordo de neutralidade, os vencedores da batalha saquearam as zonas noroeste do ducado e nos anos que se seguiram, as mesmas sofreram constantes ataques e ajustes.
A 28 de maio de 1617, João Frederico chegou a acordo com vários dos seus irmãos. O seu irmão Luís Frederico recebeu a corte de Mömpelgard que ainda não estava completamente separada do ducado de Württemberg, o irmão seguinte, o duque Júlio Frederico, herdou a soberania de Brenz e Weiltingen que tinha sido adquirida recentemente e levou à criação de dois novos ramos no ducado: a linha mais jovem de Württemberg-Mömpelgard, que foi extinta em 1723, e Württemberg-Weiltingen, que foi extinta em 1792. Os seus restantes irmãos, Frederico Aquiles e Magnus, herdaram os castelos de Neuenstadt e Neuenbürg respectivamente. Uma vez que ambos os irmãos morreram solteiros, os seus territórios voltaram para a linha principal do ducado.

## Descendência
Do seu casamento com a marquesa Bárbara Sofia de Brandemburgo nasceram os seguintes filhos:
1. Henriqueta de Württemberg-Estugarda (12 de dezembro de 1610 - 18 de fevereiro de 1623), morreu aos 12 anos de idade.
2. Frederico de Württemberg-Estugarda (15 de março de 1612 - 12 de junho de 1612), morreu aos três meses de idade.
3. Antónia de Württemberg-Estugarda (24 de março de 1613 - 1 de outubro de 1679), nunca se casou nem teve filhos.
4. Everardo III de Württemberg (16 de dezembro de 1614 - 2 de julho de 1674), casado primeiro com Ana Catarina de Salm-Kyrburg; com descendência. Casado depois com a condessa Maria Doroteia Sofia de Oettingen; com descendência.
5. Frederico de Württemberg-Neuenstadt (19 de dezembro de 1615 – 24 de março de 1682), casado com a duquesa Clara Augusta de Brunswick-Wolfenbüttel; com descendência.
6. Ulrico de Württemberg-Neuenbürg (15 de maio de 1617 - 5 de dezembro de 1671), casado primeiro com a condessa Sofia Doroteia de Solms-Sonnewalde; com descendência. Casado depois com Isabel d' Arenberg; com descendência.
7. Ana Joana de Württemberg-Estugarda (13 de março de 1619 - 5 de março de 1679), nunca se casou nem teve filhos.
8. Sibila de Württemberg-Estugarda (4 de dezembro de 1620 - 21 de maio de 1707), casada com o duque Leopoldo Frederico de Württemberg-Montbéliard; sem descendência.
9. Eberta de Württemberg-Estugarda (4 de setembro de 1623 - 9 de janeiro de 1624), morreu aos quatro meses de idade.

## Genealogia
| João Frederico de Württemberg | Pai: Frederico I, Duque de Württemberg | Avô paterno: Jorge I de Württemberg-Mömpelgard   | Bisavô paterno: Henrique de Württemberg           |
| João Frederico de Württemberg | Pai: Frederico I, Duque de Württemberg | Avô paterno: Jorge I de Württemberg-Mömpelgard   | Bisavó paterna: Eva de Salm                       |
| João Frederico de Württemberg | Pai: Frederico I, Duque de Württemberg | Avó paterna: Bárbara de Hesse                    | Bisavô paterno: Filipe I de Hesse                 |
| João Frederico de Württemberg | Pai: Frederico I, Duque de Württemberg | Avó paterna: Bárbara de Hesse                    | Bisavó paterna: Cristina da Saxónia               |
| João Frederico de Württemberg | Mãe: Sibila de Anhalt                  | Avô materno: Joaquim Ernesto, Príncipe de Anhalt | Bisavô materno: João V, Príncipe de Anhalt-Zerbst |
| João Frederico de Württemberg | Mãe: Sibila de Anhalt                  | Avô materno: Joaquim Ernesto, Príncipe de Anhalt | Bisavó materna: Margarida de Brandemburgo         |
| João Frederico de Württemberg | Mãe: Sibila de Anhalt                  | Avó materna: Inês de Barby-Mühlingen             | Bisavô materno: Wolfgang I de Barby-Mühlingen     |
| João Frederico de Württemberg | Mãe: Sibila de Anhalt                  | Avó materna: Inês de Barby-Mühlingen             | Bisavó materna: Inês de Mansfeld zu Mittel-Ort    |